# Hannes Schöner

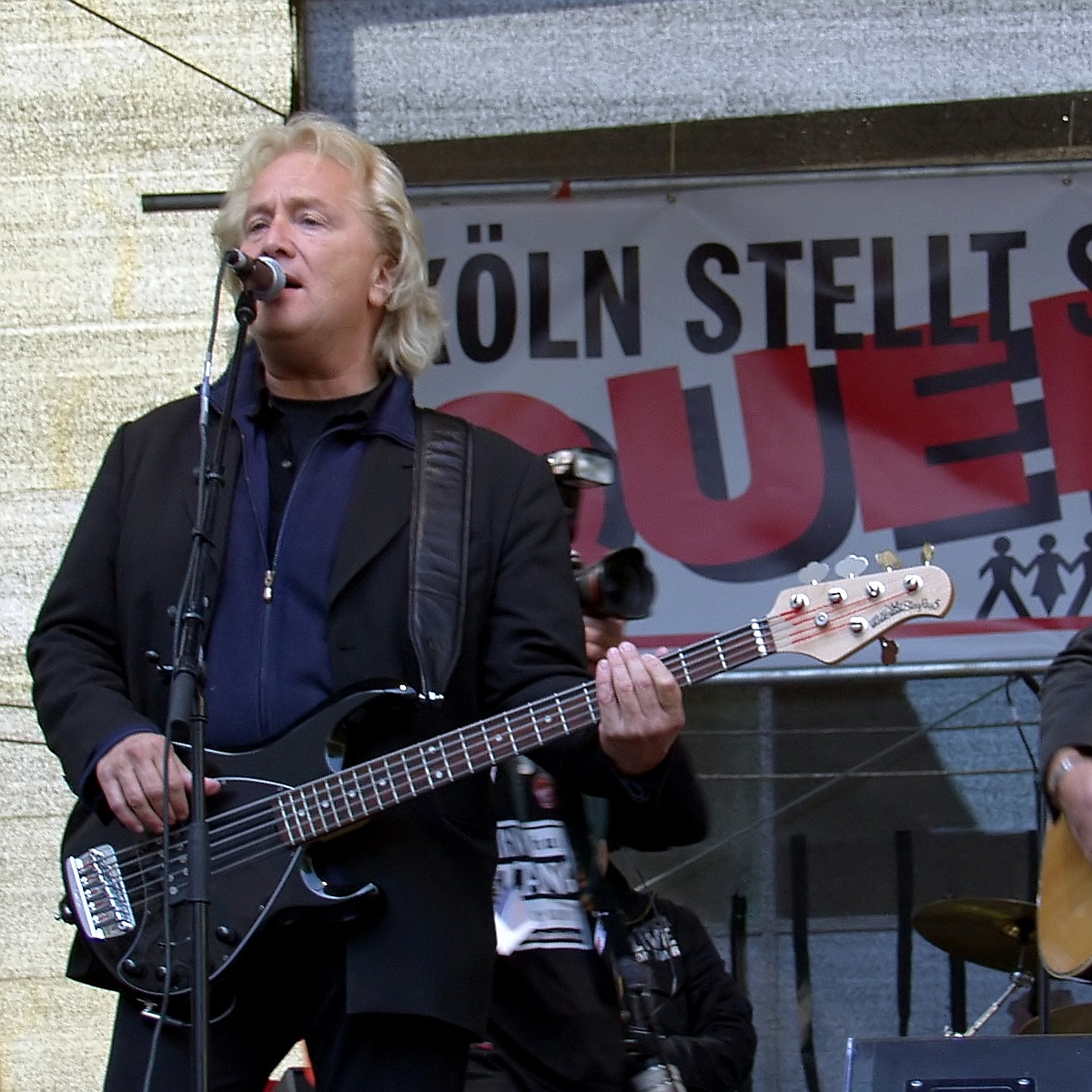
Hannes Schöner mit der Gruppe „Höhner“ auf der politischen Demonstration „Köln stellt sich quer“ 2008

Hannes Schöner (* 24. Juni 1953 in Köln-Bickendorf als Johannes Schulte-Ontrop) ist ein deutscher Sänger, Komponist und Musiker, der 1982 mit Nun sag schon adieu seinen größten Hit hatte.

## Karriere
1980 war Schöner neben Claus-Robert Kruse Mitglied der 'Christopher John Band', die den von Dieter Bohlen geschriebenen Titel I’m a First Class Fool Again veröffentlichte. Das Lied erschien parallel als Sommernacht in unserer Stadt unter dem Künstlernamen 'Hannes Schöner' und konnte sich im August des Jahres in den deutschen Airplay-Charts platzieren. Bei Sammlern sind diese zwei Stücke sehr begehrt.
Schöner nahm mit seiner Single Nun sag schon adieu am Vorausscheid zum Eurovision Song Contest 1982 teil, wo er den dritten Platz belegte. Im Juni und Juli 1982 trat er mit diesem Titel in der ZDF-Hitparade auf und belegte den zweiten Platz. Im gleichen Jahr produzierte Harold Faltermeyer mit ihm eine LP für Ariola. 1984 gründete Schöner mit Bernd Göke die Formation 'Fair Control', die fünf englischsprachige Titel veröffentlichte. Diese produzierte Schöner gemeinsam mit Peter Columbus. Seine letzte offizielle Solo-Single Vielleicht wirst du nie geboren, eine deutsche Version des Chris-Norman-Hits Broken Heroes aus dem Schimanski-Tatort Gebrochene Blüten, brachte er 1988 heraus.
Bereits während seiner Karriere als Solokünstler komponierte Schöner Lieder für bekannte Interpreten, z. B. die Saragossa Band, Rex Gildo und The Lords. Anfang der neunziger Jahre arbeitete er als Produzent bei kleineren Labels (A-Z Records, Rolling Promotion u. a.) für Schlager-Newcomer. 1990 wurde er Mitglied der bekannten Kölner Stimmungsband Höhner und sang auch noch später Sololieder auf Kölsch. Er war bis Ende 2020 festes Bandmitglied bei den Höhnern als Bassist und Sänger und feierte mit der Band große Erfolge.
Am 20. Oktober 2023 veröffentlichte Schöner sein Album „Nah bei mir“.

## Diskografie

### Hannes Schöner
- 1980 – Judy's Café / Du bist der Stoff aus dem die Träume für mich sind
- 1980 – Ich bin für die Liebe / Rock'n Roll Sänger
- 1982 – Sommernacht in unsrer Stadt / Zwei wie wir
- 1982 – Nun sag' schon adieu / Bald regiert der Wassermann
- 1982 – Wenn du willst / Im Himmel ist der Teufel los
- 1983 – Viele Grüße an Maria / Engel auf Zeit
- 1982 – Willst du träumen / Die Stunde der Wahrheit
- 1983 – Willst du träumen (Album)
- 1984 – Wehrlos / Ein ganz normaler Tag
- 1987 – Bleib / Lieb mich bis zum Morgen (mit Kareena) (Coverversion von Stay)[4]
- 1988 – Vielleicht wirst du nie geboren / Nur manchmal in der Nacht
- 2023 – Nah bei mir

### Christopher John Band
- 1981 – I'm a First Class Fool Again / You and Me

### Fair Control
(mit Bernd Göke)
- 1985 – Angel Eyes
- 1985 – Symphony of Love
- 1986 – We Can Fly Together
- 1986 – Letter from India

### Balboa Park
(Mit Gerhard Lischka)
- 1989 – Cherrymoon of Love / Addicted to Love

### Höhner
- 1987 – Für dich (Backgroundsänger)
- 1988 – Guck mal (Backgroundsänger)
- 1989 – Wenn's dir gut geht (Backgroundsänger)
- 1999 – Hey Kölle (Leadsänger)
- 2009 – Alles verlore (Leadsänger, Tatort-Titellied)